# Museo Numismático del Banco Central del Uruguay
El Museo Numismático es un museo uruguayo dedicado a la historia numismática del país. Se encuentra ubicado en Avenida Ingeniero Fabini 777, en el entrepiso del Banco Central del Uruguay, en la Ciudad Vieja de Montevideo. 
Expone diversos elementos vinculados al historial de los billetes y monedas emitidos en Uruguay y su evolución y también a billetes extranjeros. Asimismo posee una colección de alcancías. La entrada es gratuita.
Este es uno de los museos que adhiere al Día del Patrimonio 
La colección muestra la conservación de billetes y monedas antiguas antiguas.  

## Acervo
En su acervo se encuentran los billetes emitidos por el Banco de la República Oriental del Uruguay y por el Banco Central, como también monedas nacionales ordenadas por su año de su emisión. La colección incluye también monedas y billetes del peso uruguayo vigente en un sector específico dedicado a las antiguas monedas del Tesoro Uruguayo del Río de la Plata.